# Aurelia d'Este

Stemma di famiglia

Aurelia d'Este (San Martino in Rio, 1º luglio 1682 – Napoli, 14 aprile 1719), figlia di Sigismondo III d'Este e di Maria Teresa Grimaldi, è stata una scrittrice ammessa all’Accademia dell’Arcadia e agli Accademici Innominati di Bra.

## Biografia
Aurelia nacque il 1 luglio 1682 nella Rocca estense di San Martino in Rio, da Sigismondo III d'Este, marchese di San Martino e da Maria Teresa Grimaldi, figlia di Ercole Grimaldi dei Principi di Monaco e Aurelia Spinola dei Principi di Molfetta.
Aurelia fu educata presso il Monastero di San Paolo a Milano, sotto la rigida tutela della zia Angelica Agata d’Este.
Nel 1705, di passaggio a Roma, Aurelia fu ammessa all’Accademia dell’Arcadia; trentunesima nel gruppo delle pastorelle d’Arcadia col nome di Egle Parteniate.
Aurelia d’Este fu accolta successivamente anche fra gli Accademici Innominati di Bra in Piemonte con il nome di Concentrata.
Nella sua esperienza letteraria fu saggista, scrittrice e poetessa; studiosa di storia e seguace del razionalismo francese e cartesiano.
Nel 1705 sposò a Napoli, Francesco Maria Gambacorta, quarto ed ultimo Duca di Limatola, parente di quel Gaetano Gambacorta principe di Macchia che fu tra i protagonisti della rivolta antispagnola del 1701, passata alla storia come Congiura di Macchia.
Il marito sarà elevato nel 1710 a Grande di Spagna di prima classe.
Aurelia morì a Napoli nel 1719; non ebbe figli.

## Ascendenza
|                                                          |                      |                                           | Genitori                         |  |  | Nonni |  |  | Bisnonni                                |  |  | Trisnonni                                   |  |
|                                                          |                      |                                           |                                  |  |  |       |  |  | Sigismondo d'Este, II marchese di Lanzo |  |  | Filippo I d'Este, I marchese di San Martino |  |
|                                                          |                      |                                           |                                  |  |  |       |  |  | Sigismondo d'Este, II marchese di Lanzo |  |  | Filippo I d'Este, I marchese di San Martino |  |
|                                                          |                      | Maria di Savoia                           |                                  |  |  |       |  |  | Sigismondo d'Este, II marchese di Lanzo |  |  |                                             |  |
| Filippo II Francesco d'Este, III marchese di San Martino |                      |                                           |                                  |  |  |       |  |  | Sigismondo d'Este, II marchese di Lanzo |  |  |                                             |  |
|                                                          |                      | Francesca Charledes d'Antel d'Hostel      | …                                |  |  |       |  |  |                                         |  |  |                                             |  |
|                                                          |                      | Francesca Charledes d'Antel d'Hostel      | …                                |  |  |       |  |  |                                         |  |  |                                             |  |
|                                                          |                      | Francesca Charledes d'Antel d'Hostel      | …                                |  |  |       |  |  |                                         |  |  |                                             |  |
| Sigismondo III d'Este, IV marchese di San Martino        |                      | Francesca Charledes d'Antel d'Hostel      |                                  |  |  |       |  |  |                                         |  |  |                                             |  |
|                                                          |                      | Carlo Emanuele I di Savoia                | Emanuele Filiberto di Savoia     |  |  |       |  |  |                                         |  |  |                                             |  |
|                                                          |                      | Carlo Emanuele I di Savoia                | Emanuele Filiberto di Savoia     |  |  |       |  |  |                                         |  |  |                                             |  |
|                                                          |                      | Carlo Emanuele I di Savoia                | Margherita di Valois             |  |  |       |  |  |                                         |  |  |                                             |  |
| Margherita di Savoia, marchesa di Dronero                |                      | Carlo Emanuele I di Savoia                |                                  |  |  |       |  |  |                                         |  |  |                                             |  |
|                                                          |                      | Margherita de Roussilon, marchesa di Riva | …                                |  |  |       |  |  |                                         |  |  |                                             |  |
|                                                          |                      | Margherita de Roussilon, marchesa di Riva | …                                |  |  |       |  |  |                                         |  |  |                                             |  |
|                                                          |                      | Margherita de Roussilon, marchesa di Riva | …                                |  |  |       |  |  |                                         |  |  |                                             |  |
| Aurelia d'Este, duchessa consorte di Limatola            |                      | Margherita de Roussilon, marchesa di Riva |                                  |  |  |       |  |  |                                         |  |  |                                             |  |
|                                                          | Onorato II di Monaco | Ercole di Monaco                          |                                  |  |  |       |  |  |                                         |  |  |                                             |  |
|                                                          | Onorato II di Monaco | Ercole di Monaco                          |                                  |  |  |       |  |  |                                         |  |  |                                             |  |
|                                                          | Onorato II di Monaco | Maria Landi                               |                                  |  |  |       |  |  |                                         |  |  |                                             |  |
| Ercole Grimaldi                                          | Onorato II di Monaco |                                           |                                  |  |  |       |  |  |                                         |  |  |                                             |  |
|                                                          |                      | Ippolita Trivulzio                        | Carlo Emanuele Teodoro Trivulzio |  |  |       |  |  |                                         |  |  |                                             |  |
|                                                          |                      | Ippolita Trivulzio                        | Carlo Emanuele Teodoro Trivulzio |  |  |       |  |  |                                         |  |  |                                             |  |
|                                                          |                      | Ippolita Trivulzio                        | Caterina Gonzaga                 |  |  |       |  |  |                                         |  |  |                                             |  |
| Maria Teresa Grimaldi                                    |                      | Ippolita Trivulzio                        |                                  |  |  |       |  |  |                                         |  |  |                                             |  |
|                                                          |                      | Luca Spinola                              | Gaspare Spinola                  |  |  |       |  |  |                                         |  |  |                                             |  |
|                                                          |                      | Luca Spinola                              | Gaspare Spinola                  |  |  |       |  |  |                                         |  |  |                                             |  |
|                                                          |                      | Luca Spinola                              | Maria Doria                      |  |  |       |  |  |                                         |  |  |                                             |  |
| Maria Aurelia Spinola                                    |                      | Luca Spinola                              |                                  |  |  |       |  |  |                                         |  |  |                                             |  |
|                                                          |                      | Pellina Spinola                           | Giovanni Battista Spinola        |  |  |       |  |  |                                         |  |  |                                             |  |
|                                                          |                      | Pellina Spinola                           | Giovanni Battista Spinola        |  |  |       |  |  |                                         |  |  |                                             |  |
|                                                          |                      | Pellina Spinola                           | Maria Spinola                    |  |  |       |  |  |                                         |  |  |                                             |  |
|                                                          |                      | Pellina Spinola                           |                                  |  |  |       |  |  |                                         |  |  |                                             |  |